# Läkeageratum
Läkeageratum (Ageratum conyzoides) är en ört. Dess blommor är ljust violetta.
Ett synonymt hawaiianskt namn är maile kula och en vetenskaplig synonym Ageratum ciliare.